# Groupe de La Haye
 (juillet 2025).

Carte des pays participants du Groupe de la Haye

Le Groupe de La Haye est un groupe de nations du Sud global fondé le 31 janvier 2025 pour protéger et faire respecter les décisions de la Cour internationale de justice (CIJ) et de la Cour pénale internationale (CPI) concernant le conflit israélo-palestinien. .

## Histoire
Le groupe a été fondé par neuf États membres : Belize, Bolivie, Chili ,  ou Cuba,  Colombie, Honduras, Malaisie, Namibie, Sénégal et Afrique du Sud lors d'une première rencontre organisée par l'organisation Progressive International , . L'initiative venait de l'Afrique du Sud et de la Colombie.Les membres fondateurs ont invité plusieurs autres pays à se joindre, dont l'Espagne. 

### Réunion en juillet 2025
Le Groupe a tenu une réunion d'urgence à Bogotá les 15 et 16 juillet 2025, au cours de laquelle les États membres  des actions afin de définir des actions concrètes coordonnées pour faire respecter le droit international,. Des représentants de plus de 20 pays, dont le Brésil, la Chine, l'Indonésie, l'Irlande, le Portugal, le Qatar, l'Espagne et la Turquie, ont participé à la réunion.
Douze pays ont signé la déclaration finale de la rencontre : Bolivie, Colombie, Cuba, Indonésie, Irak, Libye, Malaisie, Namibie, Nicaragua, Oman, Saint-Vincent-et-les-Grenadines et l’Afrique du Sud.
Ces pays se sont engagés à empêcher la fourniture d’armes à Israël et le transit par leurs ports de navires transportant des armes à destination de ce pays, dans la mesure où ces armes pourraient contribuer à commettre des crimes sur le territoire palestinien,.

## Objectif
Le Groupe de La Haye est présidé par Varsha Gandikota-Nellutla, co-coordinatrice générale de Progressive International, qui a décrit la motivation de la création du groupe : « Le Groupe de La Haye est né de la nécessité. Dans un monde où les nations puissantes agissent en toute impunité, nous devons nous unir pour défendre les principes de justice, d'égalité et de droits de l'homme. » ,,
Le ministre sud-africain des Relations internationales, Ronald Lamola, a déclaré : « La création du Groupe de La Haye envoie un message clair : aucune nation n'est au-dessus des lois et aucun crime ne restera impuni. »  Selon sa déclaration inaugurale, le groupe respecte les obligations nationales de « mettre fin à l'occupation israélienne de l'État de Palestine et de soutenir la réalisation du droit inaliénable du peuple palestinien à l'autodétermination, y compris le droit à un État de Palestine indépendant ». ,
Les États membres ont convenu d'empêcher la fourniture ou le transfert d'armes, de munitions et d'équipements connexes à Israël dans tous les cas où il existe un risque clair que ces armes soient utilisées pour commettre ou faciliter des violations du droit international humanitaire ou un génocide. Les neuf pays ont annoncé qu'ils interdiraient aux navires transportant des armes ou du carburant militaire vers Israël d'accoster dans leurs ports.  Lors du lancement du Groupe de La Haye, la présidente Varsha Gandikota-Nellutla a déclaré : « En coordonnant les engagements entre nos ports, nos usines et nos tribunaux, le Groupe de La Haye vise à ériger un rempart pour défendre le droit international. » ,  Parmi les personnalités venues soutenir l'événement de lancement figuraient des membres de commissions indépendantes des Nations unies, des avocats des droits de l'homme et des parlementaires de plusieurs pays, dont Yanis Varoufakis, Jeremy Corbyn et Rima Hassan. 
Dans sa déclaration inaugurale, le groupe a cité plusieurs décisions de justice, affirmant que les actions d'Israël constituent un génocide et des violations du droit international. Il affirme que tous les États ont le devoir légal de prévenir de tels crimes. Il a cité les résolutions des Nations unies, notamment la résolution 418 de 1977 du Conseil de sécurité des Nations unies ordonnant un embargo obligatoire sur les armes contre l'Afrique du Sud, pour situer le contexte. 
Les membres du groupe ont annoncé leur intention de soutenir la Cour pénale internationale (CPI) concernant les mandats d'arrêt émis contre le Premier ministre israélien Benjamin Netanyahu et son ancien ministre de la Défense Yoav Gallant dans le cadre de l'enquête de la Cour en Palestine sur les événements survenus depuis juin 2014. 
Le groupe a déclaré qu'il soutiendra la mise en œuvre des mesures provisoires de janvier, mars et mai 2024 ordonnées par la Cour internationale de justice (CIJ) dans l'affaire du génocide de l'Afrique du Sud contre Israël et la décision du 19 juillet 2024 dans l'affaire de la CIJ sur l'occupation des territoires palestiniens par Israël. 

## Membres du groupe
Le Groupe de La Haye a été initialement créé avec neuf États membres. ,  . Le 3 avril 2025, des experts des droits de l'homme des Nations unies, dont les rapporteurs spéciaux Francesca Albanese, Tlaleng Mofokeng et Jovana Jezdimirovic Ranito, ont appelé davantage d'États à rejoindre le Groupe de La Haye, craignant que l'inaction ne mette en péril le système juridique international,. Selon Middle East Eye, le groupe de La Haye était composé de huit États le 10 juillet 2025.
| Nom                      | Titre                                                                 | État membre      |
| ------------------------ | --------------------------------------------------------------------- | ---------------- |
| Assad Shoman             | Envoyé spécial du Premier ministre pour les questions de souveraineté | Bélize           |
| Roberto Calzadilla       | Ambassadeur aux Pays-Bas                                              | Bolivie ,        |
|                          |                                                                       | Chili ,          |
| Carolina Olarte-Bácares  | Ambassadeur aux Pays-Bas                                              | Colombie ,       |
| Isaura Cabañas Vera      | Chargée d'affaires, Ambassade de Cuba, Pays-Bas                       | Cuba             |
| Mariam Tavassoli Zea     | Conseiller du ministre des Affaires étrangères                        | Honduras         |
| Roseli Bin Abdul         | Ambassadeur aux Pays-Bas                                              | Malaisie ,       |
| Yvonne Dausab            | Ministre de la Justice                                                | Namibie ,        |
| Ramatoulaye Ba Epse Faye | Ambassadeur aux Pays-Bas                                              | Sénégal ,        |
| Ronald Lamola            | Ministre des Relations internationales et de la Coopération           | Afrique du Sud , |